# Darksiders II
Darksiders II is een action-adventure- en hack and slash-computerspel ontwikkeld door Vigil Games en uitgegeven in Europa op 21 augustus 2012 door THQ voor de Xbox 360, PlayStation 3 en Microsoft Windows. Op 30 november 2012 kwam het spel ook uit voor de Wii U. Het spel is een vervolg op Darksiders.

## Gameplay
In Darksiders speelt de speler Death, één der vier ruiters van de Apocalyps en broer van War uit deel één. In het spel moet de speler levels doorspelen en daarbij puzzels oplossen, spullen verzamelen, ontdekken en vechten.
De bovengrondse wereld is een open wereld en biedt de speler de ruimte om zelf te voet en te paard te gaan ontdekken. Het paard van Death genaamd Despair, en de raaf genaamd Dust, zijn twee dieren die de speler ondersteunen in de missies. Despair is om mee te reizen en Dust geeft de speler tips bij de richtingen zoeken, bijvoorbeeld welke ingang de speler moet nemen. Tevens kan Dust soms helpen bij bepaalde puzzels door hints te geven. Death kan gebruikmaken van een groot arsenaal aan wapens, maar zijn hoofdwapens zijn twee zeisen. In tegenstelling tot het vorige deel kan Death hier ook zwemmen.

## Verhaal
Het verhaal borduurt verder op dat van het vorige deel. Death zoekt een manier de goede naam van zijn broer, War, te herstellen en de mensheid weer tot leven te wekken. De mensheid is namelijk uitgeroeid tijdens een oorlog tussen Hemel en Hel. Tijdens zijn zoektochten komt Death langs de levensboom waar hij het antwoord op zijn vraag probeert te vinden. Later reist Death naar het kasteel van de demoon Samaël maar vindt daar Lilith, maker van de Nephilim, het volk waar Death en zijn broers toe behoren. Lilith besluit Death te helpen en stuurt hem de goede weg op. Uiteindelijk staat Death voor de keuze of hij de Nephilim, zijn eigen volk, of de mensheid weer tot leven wil wekken. Hier kiest hij voor de mensheid en de zuivering  van de naam van zijn broer War. Uiteindelijk wordt hij herenigd met de andere drie ruiters (War, Strife en Fury) en beginnen ze hun strijd tegen de Charred Council.